# Socialist Party of Great Britain

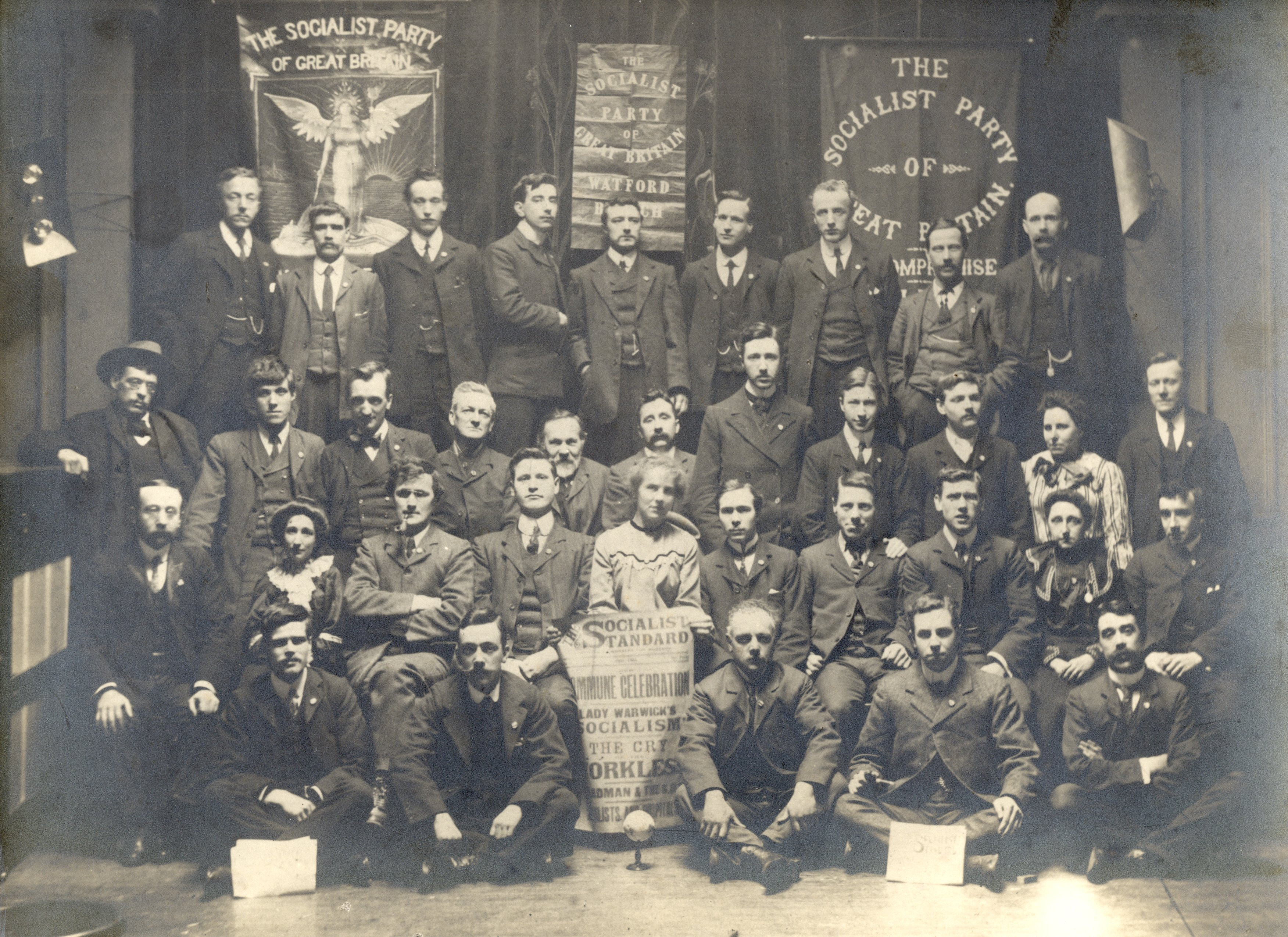
Socialist Party of Great Britain, erste Jahreskonferenz, 20. April 1905

Die Socialist Party of Great Britain (SPGB) ist die älteste sozialistische Partei in Großbritannien. Sie vertritt einen revolutionären, anti-leninistischen Marxismus. Die Partei entstand 1904 als Abspaltung von der Social Democratic Federation (SDF) und wurde von Jack Fitzgerald gegründet. Seit 1904 gibt die Partei die Zeitung Socialist Standard, die im Ersten Weltkrieg verboten wurde, heraus.
Die Partei war ein früher englischer Verleger der Bücher von Karl Kautsky.

## Wahlen
Die SPGB hat seit 1945 an Britischen Unterhauswahlen teilgenommen, jedoch jedes Mal nur in einer Handvoll Wahlkreisen.
| Jahr           | Kandidaten | Stimmen |
| -------------- | ---------- | ------- |
| 1945           | 1          | 472     |
| 1950           | 2          | 448     |
| 1959           | 1          | 899     |
| 1964           | 2          | 322     |
| 1966           | 2          | 333     |
| 1970           | 2          | 376     |
| 1974 (Oktober) | 1          | 118     |
| 1979           | 1          | 78      |
| 1983           | 1          | 85      |
| 1987           | 1          | 81      |
| 1992           | 1          | 175     |
| 1997           | 5          | 1359    |
| 2001           | 1          | 357     |
| 2005           | 1          | 240     |
| 2010           | 1          | 143     |
| 2015           | 10         | 899     |
| 2017           | 3          | 145     |
| 2019           | 2          | 157     |

Bei der Unterhauswahl 2019 erzielte die Socialist Party of Great Britain mit 157 Stimmen das schlechteste Ergebnis aller 58 Parteien, die zur Wahl angetreten waren.

### Europawahlen
| Jahr | Wahl            | Stimmen | Stimmenanteil | Sitze |
| ---- | --------------- | ------- | ------------- | ----- |
| 1989 | Europawahl 1989 | 919     | 0,0 %         | 0/81  |
| 1999 | Europawahl 1999 | 1.510   | 0,0 %         | 0/87  |
| 2009 | Europawahl 2009 | 4.050   | 0,0 %         | 0/72  |
| 2014 | Europawahl 2014 | 6.838   | 0,0 %         | 0/72  |
| 2019 | Europawahl 2019 | 3.505   | 0,0 %         | 0/73  |

2014 nahm die Partei an der Europawahl im Vereinigten Königreich in den Regionen Wales und Südostengland teil. Sie konnte sich für die Ausstrahlung von Wahlwerbespots qualifizieren. In Wales erhielt sie 1384 Stimmen (0,19 %) und in der Region Südostengland 5454 Stimmen (0,23 %). Für einen Sitz im Europaparlament reichte das bei weitem nicht.

### Wahlen in England, Schottland und Wales
| Jahr | Wahl                                        | Stimmen | Stimmenanteil | Sitze |
| ---- | ------------------------------------------- | ------- | ------------- | ----- |
| 1999 | Parlamentswahl in Schottland 1999           | 697     | 0,0 %         | 0/129 |
| 2008 | Wahl zur London-Versammlung 2008            | 1.588   | 0,1 %         | 0/25  |
| 2012 | Wahl zur London-Versammlung 2012            | 4.281   | 0,2 %         | 0/25  |
| 2016 | Wahl zur London-Versammlung 2016            | 3.691   | 0,1 %         | 0/25  |
| 2016 | Wahl zur Nationalversammlung für Wales 2016 | 76      | 0,0 %         | 0/60  |
| 2021 | Parlamentswahl in Wales 2021                | 82      | 0,0 %         | 0/60  |
| 2024 | Wahl zur London-Versammlung 2024            | 3.721   | 0,2 %         | 0/25  |